# 로버트 S. 레이번
로버트 S. 레이번 (Robert S. Rayburn, 1950년 8월 8일 -  )은 미국의 목사이자 신학자이다. 그는 워싱턴 주 타코마에 있는 PCA 교회 인 Faith Presbyterian Church의 목사이며 Pacific Northwest 노회의 서기이다. 그는 Covenant College , 커버넌드 신학교, 그리고 애버딘 대학교 에서 공부했다. 그의 에세이 "The Presbyterian Doctrines of Covenant Children, Covenant Nurture and Covenant Succession" 유아성찬에 찬성하는 PCA 소수 보고서의 저자이기도 하다. 그는 커버넌트 신학교와 대학교의 설립자인 로버트 G. 레이번의 아들이다.

## 같이 보기
- 로버트 G. 레이번